# Giải quần vợt Mỹ Mở rộng 2021 - Đôi nữ xe lăn
Yui Kamiji và Jordanne Whiley là đương kim vô địch, nhưng thua trong trận chung kết trước Diede de Groot và Aniek van Koot, 1–6, 2–6.

## Hạt giống
1. Diede de Groot /  Aniek van Koot (Vô địch)
2. Yui Kamiji /  Jordanne Whiley (Chung kết)

## Kết quả

### Từ viết tắt
| - Q = Vòng loại - WC = Đặc cách - LL = Thua cuộc may mắn - Alt = Thay thế - SE = Miễn đặc biệt | - PR = Bảo toàn thứ hạng - w/o = Thắng nhờ đối thủ rút lui trước trận đấu - r = Bỏ cuộc giữa trận đấu - d = Bị xử thua - SR = Xếp hạng đặc biệt |

### Chung kết
|  | Bán kết | Bán kết                           | Bán kết | Bán kết                    | Bán kết |                               |   | Chung kết | Chung kết | Chung kết | Chung kết | Chung kết |  |
|  |         |                                   |         |                            |         |                               |   |           |           |           |           |           |  |
|  | 1       | Diede de Groot Aniek van Koot     | 6       | 6                          |         |                               |   |           |           |           |           |           |  |
|  | 1       | Diede de Groot Aniek van Koot     | 6       | 6                          |         |                               |   |           |           |           |           |           |  |
|  |         | Dana Mathewson Kgothatso Montjane | 0       | 2                          |         |                               |   |           |           |           |           |           |  |
|  |         | Dana Mathewson Kgothatso Montjane | 0       | 2                          | 1       | Diede de Groot Aniek van Koot | 6 | 6         |           |           |           |           |  |
|  |         |                                   |         |                            |         | Diede de Groot Aniek van Koot | 6 | 6         |           |           |           |           |  |
|  |         |                                   | 2       | Yui Kamiji Jordanne Whiley | 1       | 2                             |   |           |           |           |           |           |  |
|  |         | Angélica Bernal Momoko Ohtani     | 2       | Yui Kamiji Jordanne Whiley | 1       | 2                             | 2 | 0         |           |           |           |           |  |
|  |         |                                   |         |                            |         |                               |   | 0         |           |           |           |           |  |
|  | 2       | Yui Kamiji Jordanne Whiley        | 6       | 6                          |         |                               |   |           |           |           |           |           |  |